# 王朝田
王朝田（1951年12月—），河北玉田人。汉族。加入中国共产党。中共中央党校马克思主义哲学专业毕业。中国人民解放军中将。
未满17岁就参军入伍，成为“万岁军”北京军区陆军第38集团军的一名炮兵，历任排长、副连长、连长、师司令部参谋、副营长等。1977年底，调入刚刚恢复的政治学院第二军事教研室从事军事理论教学，后参加军事学院军事理论研究班学习，历时两年半。
1985年，中央军委决定组建国防大学，王朝田被调入国防大学战役教研室。1997年，任厦门某集团军副参谋长。1999年，任南京军区阅兵部队党委书记。1999年12月重回国防大学，任战役教研室副主任。2001年2月，任国防大学研究生院院长。2003年6月，任国防大学教育长。2006年12月，任国防大学副校长。2014年12月，到龄退役。
2013年，当选第十二届全国人民代表大会解放军代表。